# Tepuistekelstaart
De tepuistekelstaart (Cranioleuca demissa) is een zangvogel uit de familie Furnariidae (ovenvogels).

## Verspreiding en leefgebied
Deze soort komt voor op tepuis en telt twee ondersoorten:
- C. d. cardonai: zuidelijk Venezuela.
- C. d. demissa: zuidoostelijk Venezuela, het westelijke deel van Centraal-Guyana en noordelijk Brazilië (noordelijk Roraima).

## Status
De grootte van de populatie is niet gekwantificeerd maar de soort wordt omschreven als vrij algemeen. Op de Rode lijst van de IUCN heeft deze soort de status niet bedreigd.